# Apia Youth
Apia Youth là một câu lạc bộ bóng đá Samoa hiện tại đang thi đấu ở Samoa National League.

## Lịch sử
Sự xuất hiện đầu tiên của Apia Youth được ghi nhận là ở hệ thống giải thấp hơn của Samoa năm 2007, nơi họ được ghi nhận là đã thua trước cả Kiwi và Moata'a. Mặc dù nguồn cho rằng có sự nhầm lẫn giữa kết quả của các trận đấu không Premier League sang Division 1 hoặc 2, mùa giải sau đó câu lạc bộ chơi ở Premier League. Mặc dù vị thứ cuối cùng không rõ, đội bóng được ghi lại là đã thi đấu một trận với Moaula United. Ở mùa giải 2009–10, họ về đích thứ 5, trước Adidas Soccer Club nhưng sau Goldstar Sogi, với 30 điểm, thắng 9 hòa 3 trong 20 trận. Vị thứ ở mùa giải 2011–12 không rõ tuy nhiên, đội bóng không bị xuống hạng khi vẫn tham gia mùa giải 2012–13, kết thúc ở vị trí thứ 7, xếp trên Central United FC nhưng dưới Vaimoso, thắng 11 và hòa 1 trong 22 trận.